# César Pedro Fernández
César Pedro Fernández  (Capital Federal, provincia de Buenos Aires, Argentina, 13 de enero de 1988) es un exfutbolista argentino. Se desempeñó como mediocampista ofensivo.

## Trayectoria
Nació el 13 de enero de 1988 en la ciudad de Buenos Aires. Comenzó su carrera en Deportivo Armenio hasta el año 2008 , en 2009 llegó al Club Atlético Independiente hasta mediados del año 2010 y luego pasó por el Club Atlético Excursionistas hasta fines del 2011.

## Clubes
| Club              | País      | Año       |
| ----------------- | --------- | --------- |
| Deportivo Armenio | Argentina | 2004-2008 |
| Independiente     | Argentina | 2009-2010 |
| Excursionistas    | Argentina | 2010-2012 |

- Datos: Q5796363